# تفسیرگرایی
تفسیرگرایی (به انگلیسی: Interpretivism) مکتب جدید فکری در قضاوت که در فلسفه حقوق به وجود آمده‌است.

## اساس تفسیرگرایی
قانون یک سری داده‌های از پیش تعریف شده نیست . قانون و اخلاقیات از هم جدا نیستند اگرچه تفاوت‌هایی با هم دارند

قانون سرشتی الهی ندارد و قوانین طبیعت (هابز) حاکم بر قوانین موجود نخواهد بود. معمولاً تفسیر گرایی را با رونالد دورکین می‌شناسند رونالد در دستگاه قضایی آمریکا مشغول است..
رهیافت ذهن‌گرایی دارد، جهان را آنگونه که هست باید شناخت و ماهیت بنیادی جامعه را باید در سطح تجربه ذهنی شناخت. این پارادایم درصدد اثبات است و نه کشف.
جامعه‌شناسی تفسیری به شناخت اساس جهان روزمره (رفتار اجتماعی) علاقه‌مند است. محصول مستقیم سنت ایده‌آلیستی آلمانی و نیز جنبش رمانتیک است.